# Swift Current Broncos
Swift Current Broncos är ett kanadensiskt proffsjuniorishockeylag som är baserat i Swift Current, Saskatchewan och har spelat i den nordamerikanska proffsjuniorligan Western Hockey League (WHL) sedan 1967, när laget bildades. De gjorde dock en utflykt till Lethbridge, Alberta och var Lethbridge Broncos mellan 1974 och 1986. Broncos spelar sina hemmamatcher i Credit Union I-plex, som har en publikkapacitet på 3 239 åskådare. De vann både Memorial Cup och WHL för säsongen 1988-1989 och ytterligare en WHL-mästerskap för säsongen 1992-1993.
Broncos har fostrat spelare som Ken Baumgartner, Ron Delorme, Josh Green, Shane Hnidy, Bill Hogaboam, Sheldon Kennedy, Don Kozak, Lane Lambert, Brad Larsen, Dean McAmmond, Colton Orr, Paul Postma, Michal Rozsíval, Terry Ruskowski, Joe Sakic, Geoff Sanderson, Dave Schultz, Zack Smith, Brent Sopel, Bryan Trottier, Ian White, Tiger Williams och Tyler Wright som alla tillhör alternativt tillhörde olika medlemsorganisationer i den nordamerikanska proffsligan National Hockey League (NHL).